# Daniela Raschhofer
Daniela Raschhofer (ur. 19 czerwca 1960 w Braunau am Inn) – austriacka polityk, samorządowiec, od 1996 do 2004 posłanka do Parlamentu Europejskiego.

## Życiorys
Kształciła się w akademii pedagogicznej w Salzburgu i w akademii zawodowej w Linzu. Pracowała m.in. jako nauczycielka kształcenia zawodowego. Zaangażowała się w działalność Wolnościowej Partii Austrii (FPÖ). Od 1991 była radną Braunau am Inn, a w latach 1991–1996 posłanką do landtagu Górnej Austrii. W 1997 stanęła na czele klubu radnych miejskich swojej partii.
W 1996 i 1999 z listy FPÖ wybierana do Parlamentu Europejskiego. Była deputowaną niezrzeszoną, pracowała m.in. w Komisji Przemysłu, Handlu Zewnętrznego, Badań Naukowych i Energii. W PE zasiadała do 2004.